# Processing.js
Processing.js는 시각화, 이미지 및 대화 형 결과를 만들도록 설계된 프로그래밍 언어인 프로세싱(Processing)이 JavaScript로 포팅된 버전이다. 웹 브라우저는 이것을 통해서 Java 애플릿이나 Flash 플러그인을 사용하지 않고도 애니메이션, 비주얼 애플리케이션, 게임 및 기타 그래픽등 풍부한 컨텐츠를 표시 할 수 있다.
Processing.js는 원래 Processing 개발자와 기존 코드가 웹에서 수정되지 않은 상태로 작동 할 수 있도록하기 위해 만들어졌다.
Processing.js는 JavaScript를 사용하여 HTML 캔버스 요소에서 2D 및 3D 콘텐츠를 렌더링하며 이 요소를 구현한 브라우저 (파이어폭스, 구글 크롬, 사파리, 오페라,  등)에서 지원된다.
Processing.js의 개발은 존 레식(John Resig)에 의해 시작되어 2008년 첫 번째 릴리스 이후 세네카 컬리지의 학생들에 의해 진행되었다. 한 팀의 팀이 Processing.js 포팅(porting)를 완성하고 900 개 이상의 버그를 수정하고 12 개의 릴리스를 출시했으며 그 과정에서 활발한 커뮤니티가 만들어졌다. 이 프로젝트는 David Humphrey, Al MacDonald 및 Corban Brook이 이끄는 모질라재단(Mozilla Foundation)과 세네카 컬리지(Seneca College) 간의 파트너십을 통해 수행되었다.

## 수학 프로그래밍에서의 활용
파이겐바움 상수가 얻어지는 대표적인 비선형(Non-linear) {\displaystyle f(x)=a-x^{2}}의 processing.js를 사용한 로지스틱 맵 표현

## 소스 코드
{\displaystyle f(x)=a-x^{2}} 로지스틱 맵의 processing.js를 사용한 자바스크립트 소스 코드
```
var
 
canvas
 
=
 
document
.
getElementById
(
"canvas"
);

var
 
sketchProc
 
=
 
function
(
processingInstance
)
 
{

    
with
 
(
processingInstance
)
 
{

        
size
(
400
,
 
400
);

        
frameRate
(
30
);

        
background
(
200
,
100
,
100
);

        
fill
(
255
,
255
,
255
);

        
for
 
(
var
 
a
=
0
;
 
a
<
10
;
 
a
+=
0.001
)
 
{

            
var
 
x
 
=
 
0.1
;

            
for
 
(
var
 
n
=
0
;
 
n
<
1000
;
 
n
++
)
 
{

                
x
 
=
 
a
 
-
 
(
x
*
x
);

                
if
 
(
n
 
>
 
900
)
 
{

                    
point
(
a
*
200
,
200
-
x
*
100
);

                
}

            
}

        
}

    
}

};

var
 
processingInstance
 
=
 
new
 
Processing
(
canvas
,
 
sketchProc
);

```

## 같이 보기
- 프로세싱
- JQuery

## 참고
- 공식processing.js 버전 다운로드 보관됨 2017-09-29 - 웨이백 머신
- 로지스틱 맵